# Hebecnema fuscohalterata
Hebecnema fuscohalterata är en tvåvingeart som först beskrevs av Fritz Isidore van Emden 1951.  Hebecnema fuscohalterata ingår i släktet Hebecnema och familjen husflugor. Inga underarter finns listade i Catalogue of Life.